# Ngọc Khuê (nhạc sĩ)
Ngọc Khuê (sinh ngày 8 tháng 4 năm 1947), là một nhạc sĩ người Việt Nam. Tên tuổi của ông gắn liền với ca khúc "Mùa xuân làng lúa làng hoa". Ngoài ra, ông cũng là một nhạc sĩ đáng chú ý với hơn 300 ca khúc sáng tác về cuộc đời người lính. Ngọc Khuê hiện được phong hàm Thượng tá. Ông được trao tặng Giải thưởng Nhà nước về Văn học – nghệ thuật năm 2012.

## Cuộc đời

### Thời thơ ấu
Ngọc Khuê tên đầy đủ là Nguyễn Ngọc Khuê. Ông sinh ngày 8 tháng 4 năm 1947, nguyên quán ở xã Yên Sở, huyện Hoài Đức, Hà Nội. Cha của ông là một người thuộc gia tộc Nguyễn Bá, đồng thời là một thầy đồ dạy chữ Nho. Mẹ ông là người thuộc dòng dõi họ Phan Huy ở Sài Sơn, Chùa Thầy. Lúc ông mới chào đời, cha mẹ chưa kịp đặt tên đã phải di tản về quê ngoại ở làng Thụy Khuê, dưới chân núi Thầy. Nên sau đó mẹ ông lấy tên Khuê để đặt với niềm hi vọng "tương lai thanh bình, tươi sáng" gửi gắm vào đứa con trai út. Ngay từ nhỏ, ông tỏ ra bộc lộ năng khiếu ca hát và được thầy giáo dạy nhạc ở trường làng phát hiện, bồi dưỡng.

### Sự nghiệp
Ngọc Khuê nhập ngũ vào Quân đội Nhân dân Việt Nam từ năm 1965 và đã từng trải qua các nhiệm vụ như pháo thủ, chiến đấu trong Trung đoàn 228 bảo vệ Cầu Hàm Rồng từ năm 1965, 1967 đến 1973.  Ông bắt đầu tiếp xúc với sáng tác nhạc từ năm 19 tuổi. Vào ngày 27 tháng 12 năm 1972, ông được kết nạp Đảng Cộng sản Việt Nam ngay tại cầu Hàm Rồng. Năm 1974, ông là diễn viên hát của Đoàn Ca Múa Phòng không – Không quân và chính thức bắt đầu sự nghiệp nghệ thuật Ông làm trưởng đoàn kiêm chỉ đạo nghệ thuật của Đoàn Nghệ thuật Không quân, đồng thời là chủ nhiệm của Nhà văn hóa Quân chủng Không quân. Ngọc Khuê đã dàn dựng, chỉ đạo nghệ thuật cho nhiều chương trình ca múa nhạc đạt hiệu quả cao. Ông hiện được phong hàm Thượng tá.
Sáng tác đầu tay của Ngọc Khuê là ca khúc "Tiếng hát bên dòng sông Mã", được Đài Tiếng nói Việt Nam sử dụng năm 1968, sau đó ông viết tiếp nhiều ca khúc thuộc thể loại trữ tình. Tuy nhiên, phải đến khi "Mùa xuân làng lúa làng hoa" ra đời năm 1980, tên tuổi của Ngọc Khuê mới thực sự được công chúng Việt Nam biết đến. Ông cho biết bản thân sáng tác tác phẩm trong một dịp ra hồ Tây khi đến thăm nhà người bạn, nhưng trước đó đã dành vài năm ấp ủ sáng tác để dành tặng cho một người bạn là phụ nữ dù bản thân đã có vợ. Đây cũng chính là tác phẩm giúp ông nhận được giải thưởng Nhà nước sau này.
Năm 1996, 2 album âm nhạc của ông là "Hạt nắng hạt mưa” , “Mùa xuân làng lúa làng hoa" đã được xuất bản bởi nhà xuất bản Âm nhạc và Hội nhạc sĩ Việt Nam. Năm 2002, Ngọc Khuê đã xuất bản một số sách âm nhạc như “Tuyển chọn ca khúc Ngọc Khuê”, “Hoa và nắng” (gồm 108 ca khúc) do Nhà xuất bản Thanh niên phát hành. 2 năm sau, tập thơ “Cơn mưa xanh” của ông tiếp tục được Nhà xuất bản Hội nhà văn phát hành. Năm 2007, trong Cuộc vận động “Học tập và làm theo tấm gương đạo đức Hồ Chí Minh” được phát động, Ngọc Khuê đã nung nấu ý định viết về Hồ Chí Minh. Năm 2008, nhạc sĩ An Thuyên có trao đổi với ông về cuộc vận động sáng tác hưởng ứng chủ đề “Học tập và làm theo tấm gương đạo đức Hồ Chí Minh”, Ngọc Khuê đã hồi tưởng lại những ấn tượng mạnh về Hồ Chí Minh qua các câu chuyện được nghe, đặc biệt là tình cảm của vị chủ tịch này đối với quân đội Việt Nam. Từ đó, bài hát Tình Bác ra đời sau nhiều năm dự định ấp ủ.
Năm 2012, ông được Nhà nước Việt Nam trao tặng Giải thưởng Nhà nước về Văn học – Nghệ thuật. Năm 2015, Ngọc Khuê tham gia chương trình nghệ thuật “Tình yêu Hà Nội” giới thiệu tác phẩm âm nhạc của ông và các nhạc sĩ Đức Trịnh, Minh Quang. Đây là chương trình âm nhạc với chủ đề Tình yêu Hà Nội lần thứ 9 nhằm tôn vinh các nhạc sĩ được trao tặng Giải thưởng Hồ Chí Minh, Giải thưởng Nhà nước về Văn học Nghệ thuật là hội viên Hội Âm nhạc Hà Nội. Năm 2020, ông tổ chức chương trình nghệ thuật và giao lưu  kỷ niệm 55 năm làm nghệ thuật mang tên “Tình yêu tự hát” với sự tham gia của nhiều thế hệ nghệ sĩ. Tai sân khấu này, cuốn sách “Ngọc Khuê - Tác giả & Tác phẩm” được ông ấp ủ từ nhiều năm trước đã ra mắt công chúng yêu nhạc tại Việt Nam. Trong khoảng thời gian Đại dịch COVID-19 có diễn biến mạnh tại Việt Nam,  Ngọc Khuê sáng tác "Cùng nhau vượt qua mùa đại dịch".
Năm 2022, nhân dịp kỷ niệm 50 năm sự kiện Chiến dịch Linebacker II, Ngọc Khuê sáng tác bài hát Ông tôi là một người anh hùng với nội dung mượn tâm tư, tình cảm của một sĩ quan trẻ, một người đại diện cho thế hệ trẻ Việt Nam nghĩ về quá khứ của thế hệ trước. Cũng trong năm đó, trong chuyến đi thực tế sáng tác ở huyện Bát Xát, tỉnh Lào Cai, Ngọc Khuê đã sáng tác ca khúc "Tình ca từ thượng nguồn sông Hồng". Năm 2023, Ngọc Khuê sáng tác ca khúc Khắc ghi tên "Người – Bác Ba Lê Duẩn" nhân dịp kỉ niệm 116 năm ngày sinh của Lê Duẩn.

## Nhận định
Theo nhà nghiên cứu âm nhạc Vũ Tự Lân, các ca khúc của Ngọc Khuê có giai điệu "mềm mại, khoáng đạt". Một trang web báo cho biết trong cả cuộc đời sáng tác, Ngọc Khuê đã sáng tác hàng trăm ca khúc được khán giả đón nhận một cách "nồng nhiệt". Lời ca trong sáng tác của ông được nhận xét là "mộc mạc, giản dị nhưng thấm đẫm tình yêu của một người con xa quê luôn đau đáu nhớ về nơi chôn nhau cắt rốn." Sự nghiệp âm nhạc của Ngọc Khuê bao gồm 300 ca khúc, gồm nhiều đề tài khác nhau phản ánh đời sống của một người chiến sĩ tuy nhiên ca khúc "Mùa xuân làng lúa làng hoa" thường là ca khúc mà người nghe nhớ đến nhiều nhất của ông.
Nhiều người gọi Ngọc Khuê là "nhạc sĩ của những ca khúc về mùa xuân", nhưng ông chỉ nhận mình là người "có duyên" và được trời phú cho một vài ca khúc về mùa xuân rồi may mắn được công chúng biết đến.

## Giải thưởng
Dưới đây là danh sách giải thưởng Ngọc Khuê được trao tặng liệt kê trong trang web Hội Nhạc sĩ Việt Nam.
- Giải thưởng Bộ Văn hóa – Thông tin (1982)
- Giải thưởng Hội Nhạc sĩ Việt Nam (2005, 2014, 2015)
- Giải thưởng Bộ Quốc phòng (1984, 1989, 2004, 2009, 2014),
- Giải thưởng của Bộ Nông nghiệp và phá triển Nông thôn,
- Giải thưởng Quân chủng Phòng không – Không quân
- Giải thưởng Trung ương Đoàn Thanh niên Cộng sản Hồ Chí Minh
- Huân chương Kháng chiến hạng Ba
- Huân chương Chiến công hạng Nhì

## Đời tư
Đầu thập niên 2010, Ngọc Khuê xây dựng cho mình một căn nhà ở quê. Căn nhà có quy mô lớn hơn so với căn nhà của ông ở phố Trần Điền (Hà Nội) từng là nơi sinh sống của cả gia đình ông. Năm 2021, báo chí đưa tin ông và vợ đang sống ở một căn hộ trong khu đô thị cao cấp giữa Hà Nội nhưng thường xuyên về thăm quê mỗi dịp cuối tuần.

## Tranh cãi
Theo báo Người lao động đưa tin, vì tỏ ra bức xúc trước “cách làm việc không khoa học, thiếu công minh của hội đồng nghệ thuật cơ sở Hội Nhạc sĩ Việt Nam trong việc xét tặng Giải thưởng Nhà nước năm 2011” nên ngày 15 tháng 7 năm 2011, các nhạc sĩ Đoàn Bổng, Đinh Quang Hợp, Ngọc Khuê, Thế Song, Lê Việt Hòa đã có buổi gặp gỡ báo chí để lên tiếng sự việc này. Trước đó, 68 nhạc sĩ trên toàn Việt Nam trong đó có Ngọc Khuê và 4 nhạc sĩ trên được đề nghị làm hồ sơ xét duyệt giải thưởng Nhà nước. Hồ sơ gửi đi nhưng năm nhạc sĩ này đã nhận được thông báo không lọt vào danh sách cuối cùng vì không đạt 75% số phiếu của hội đồng. Ngọc Khuê sau đó tỏ ra vui mừng khi được đưa vào danh sách xét duyệt lần hai, tuy nhiên ông cũng bày tỏ sự "chạnh lòng" khi cảm thấy 10 vị nhạc sĩ theo ông là rất xứng đáng vẫn bị loại. Trong khi có những người theo ông không đủ tiêu chuẩn vẫn được có tên trong danh sách. Ông cho biết có người khuyên đã có tên trong danh sách cấp Bộ rồi thì "đừng dính vào kiện tụng". Tuy nhiên ông vẫn tiếp tục ký vào đơn kiến nghị tập thể với suy nghĩ "giải thưởng Nhà nước phải dành cho những người xứng đáng".
Ngày 28 tháng 10 năm 2021, Trung tâm bảo vệ Quyền tác giả Âm nhạc Việt Nam tiếp nhận kiến nghị của Ngọc Khuê về việc nhiều tác phẩm của ông sáng tác và đầu tư sản xuất hoặc do Hội Nhạc sĩ đầu tư sản xuất và thuê Dihavina thu âm đã bị BH Media xác nhận chủ sở hữu bản quyền khi đưa lên chính kênh YouTube của mình.